# Amir Talai
Amir Talai (San Francisco, 24 giugno 1977) è un attore, cantante, comico e doppiatore statunitense con cittadinanza iraniana. È noto per aver interpretato vari personaggi in film e programmi televisivi.

## Filmografia parziale

### Cinema
- Una bionda in carriera, regia di Charles Herman-Wurmfeld (2003)
- November, regia di Greg Harrison (2004)
- La ricerca della felicità, regia di Gabriele Muccino (2006)
- Fighting Words, regia di E. Paul Edwards (2007)
- News Movie, regia di James Kleiner (2008)
- Harold & Kumar - Due amici in fuga, regia di Jon Hurwitz e Hayden Schlossberg (2008)
- Fractalus, regia di James Ward Byrkit (2010)
- Che cosa aspettarsi quando si aspetta, regia di Kirk Jones (2012)
- Grandma, regia di Paul Weitz (2015)
- The Circle, regia di James Ponsoldt (2017)
- Stuck, regia di Jillian Armenante (2018)
- People Just Do Nothing, regia di Christopher Storer (2019)
- Storia di un matrimonio, regia di Noah Baumbach (2019)
- A Patient Man, regia di Kevin Ward (2019)
- The Present, regia di Christian Ditter (2024)

### Televisione
- Nash Bridges – serie TV, episodio 6x22 (2001)
- MADtv – serie TV, episodio 8x04 (2002)
- Homeland Security, regia di Daniel Sackheim (2004) – non accreditato
- NCIS - Unità anticrimine – serie TV, episodio 1x23 (2004)
- Nip/Tuck – serie TV, episodio 2x4 (2004)
- Una mamma per amica – serie TV, 2 episodi (2005)
- The Comeback – serie TV, 2 episodi (2005)
- Curb Your Enthusiasm – serie TV, episodio 5x02 (2005)
- Cold Case - Delitti irrisolti – serie TV, episodio 3x07 (2005)
- Love, Inc. – serie TV, 2 episodi (2005)
- Studio 60 on the Sunset Strip – serie TV, 2 episodi (2006)
- Hannah Montana – serie TV, episodio 1x19 (2006)
- Campus Ladies – serie TV, 20 episodi (2006-2007)
- The Winner – serie TV, 5 episodi (2007)
- The Ex List – serie TV, 13 episodi (2008-2011)
- How I Met Your Mother, episodio 4x23 (2009)
- I maghi di Waverly, episodio 4x11 (2009)
- Zeke e Luther – serie TV, episodio 1x20 (2010)
- Modern Family – serie TV, episodio 2x06 (2010)
- I'm in the Band – serie TV, episodio 2x03 (2011)
- Love Bites – serie TV, episodio 1x07 (2011)
- Best Player, regia di Damon Santostefano (2011)
- Touch – serie TV, episodio 1x05 (2012)
- Castle – serie TV, episodio 5x07 (2012)
- Guys with Kids – serie TV, episodio 1x09 (2013)
- Non fidarti della str**** dell'interno 23 – serie TV, episodio 2x10 (2013)
- 2 Broke Girls – serie TV, episodio 2x15 (2013)
- Major Crimes – serie TV, episodio 2x14 (2013)
- Devious Maids - Panni sporchi a Beverly Hills – serie TV, episodio 1x01 (2013)
- About a Boy – serie TV, episodio 1x11 (2014)
- Agents of S.H.I.E.L.D. – serie TV, episodio 2x05 (2014)
- Bones – serie TV, episodio 10x19 (2015)
- Fresh Off the Boat – serie TV, episodio 2x20 (2016)
- American Horror Story – serie TV, episodio 5x12 (2016)
- I'm Sorry – serie TV, episodio 1x03 (2017)
- Scorpion – serie TV, episodio 4x05 (2017)
- Here and Now - Una famiglia americana, episodio 1x07 (2018)
- LA to Vegas – serie TV, 18 episodi (2018)
- Bosch – serie TV, 2 episodi (2020)
- Cuccioli cercano casa – serie TV, episodio 1x03 (2021)
- The Shrink Next Door – serie TV, 3 episodi (2021)
- Into the Dark – serie TV, episodio 2x07 (2021)

### Doppiaggio
- Hollywood Residential – serie TV, episodio 1x02 (2008) – non accreditato

#### Animazione
- I Griffin – serie animata, episodio 4x18 (2005)
- American Dad! – serie animata, 15 episodi (2008-2010)
- Fanboy & Chum Chum – serie animata, episodio 2x08 (2011)
- Johnny Bravo va a Bollywood – film TV, regia di Van Partible (2011)
- Kung Fu Panda - Mitiche avventure – serie animata (2011-2016) – Gru
- Turbo Fast – serie animata (2013-2016) – Tito
- The Lion Guard – serie animata, episodio 3x07 (2019)
- Anfibia – serie animata, 2 episodi (2019)
- Tuca & Bertie – serie animata, 2 episodi (2022)
- We Baby Bears - Siamo solo baby orsi – serie animata, 2 episodi (2022)
- Where's Waldo? – serie animata, 2 episodi (2022)
- Mio papà a caccia di alieni – serie animata, 2 episodi (2023)
- Hailey's on It! – serie animata, episodio 1x17 (2023)
- Hazbin Hotel – serie animata (2024) – Alastor

#### Videogiochi
- The Sims: Hot Date (2001) – Sim
- Full Spectrum Warrior: Ten Hammers  (2006)
- Titan Quest  (2006)
- Company of Heroes  (2006)
- Splinter Cell: Double Agent  (2006) – voce addizionale
- The Sopranos: Road to Respect  (2006) – voce addizionale
- Titan Quest: Immortal Throne  (2007)
- Kung Fu Panda 2  (2011) – Gru

## Televisione
- The Tonight Show (2003-2004)

## Doppiatori italiani
Nelle versioni in italiano delle opere in cui ha recitato, Amir Talai è stato doppiato da:
- Francesco Mei in Best Player
- Francesco Pezzulli in Che cosa aspettarsi quando si aspetta
- Davide Lepore in Cold Case - Delitti irrisolti
- Enrico Chirico in Castle
- Leonardo Graziano in Major Crimes
- Massimiliano Virgilii in The Circle
- Stefano Dori in Storia di un matrimonio
- Paolo Macedonio in High Potential

Da doppiatore è sostituito da:
- Danilo De Girolamo (st. 1) e Franco Mannella (stt. 2 e 3) in Kung Fu Panda - Mitiche avventure
- Marco Benedetti in Turbo Fast
- Nanni Baldini in Hazbin Hotel